# Kool (geslacht)
Kool (Brassica) is een geslacht uit de kruisbloemenfamilie (Cruciferae of Brassicaceae). Het geslacht bevat een aantal landbouw- en tuinbouwgewassen.
De bloemen bestaan uit vier kelkbladen, vier kroonbladen, zes meeldraden en twee vruchtbladen. De vrucht is een hauw.

## Afstamming cultuursoorten
Veel koolsoorten zijn ontstaan uit drie verschillende vooroudersoorten, waarbij de verschillende genomen worden aangeduid met de hoofdletters AA, BB, en CC. Brassica rapa heeft het genoom A met n = 10 chromosomen. De diploïde plant heeft in elke cel 2n = 20 chromosomen.
Deze voorouders zijn:
- AA: 2n = 20 - Brassica rapa (Raapzaad)
- BB: 2n = 16 - Brassica nigra (Zwarte mosterd)
- CC: 2n = 18 - Brassica oleracea (Kool)

Door natuurlijke soortskruisingen zijn de volgende drie allotetraploïde koolsoorten ontstaan.
- AABB: 2n = 36 - Brassica juncea (Sarepta mosterd) uit Brassica nigra met 16 chromosomen en Brassica rapa met 20 chromosomen.
- AACC: 2n = 38 - Brassica napus (Koolzaad) uit Brassica rapa met 20 chromosomen en Brassica oleracea met 18 chromosomen
- BBCC: 2n = 34 - Brassica carinata (Abessijnse mosterd) uit Brassica nigra met 16 chromosomen en Brassica oleracea met 18 chromosomen.

Vele rassen zijn veredeld door kruising van soorten uit verwante geslachten en door onderlinge kruising van verschillende soorten, ondersoorten] of variëteiten.

## Soorten en variëteiten
Er bestaan talloze variaties, waarvan hier enkele soorten worden genoemd en variëteiten met Nederlandse en botanische naam.
- Ethiopische mosterd, Abessijnse kool of Abessijnse mosterd (Brassica carinata)
- Wilde kool Brassica oleracea var. oleracea
  - Bloemkool (Brassica oleracea var. botrytis)
  - Boerenkool (Brassica oleracea convar. acephala var. laciniata)
  - Broccoli (Brassica oleracea convar. botrytis var. cymosa)
  - Koolrabi (Brassica oleracea var. caulorapa, synoniem: Brassica oleracea var. gongylodes)
  - Rodekool (Brassica oleracea var. rubra)
  - Romanesco of groene torentjesbloemkool (Brassica oleracea var. botrytis)
  - Savooiekool (Brassica oleracea var. sabauda)
  - Sierkool (Brassica oleracea convar. acephala)
  - Sluitkool (Brassica oleracea var. capitata)
  - Spruitkool (Brassica oleracea var. gemmifera)
  - Wittekool (Brassica oleracea var. alba)
- Kailan (Brassica alboglabra), ook bekend als Chinese broccoli
  - Broccolini (Brassica oleracea var.) is een hybride van Broccoli en Kailan; met diverse merknamen, bijvoorbeeld Bimi
- Chinese kool (Brassica rapa var. pekinensis, synoniem: Brassica campestris)
- Brassica rapa
  - Raapzaad (Brassica rapa, synoniem: Brassica rapa subsp. oleifera)
  - Knolraap (Brassica rapa, synoniem: Brassica rapa var. rapa)
  - Stoppelknol (Brassica rapa var. rapa)
  - Raapstelen (Brassica rapa, synoniem: Brassica rapa subsp. oleifera (ras: Gewone groene), Brassica campestris (ras: Namenia) en Brassica sinensis (ras: Gele Malse))
  - Paksoi (Brassica rapa var. chinensis, synoniem: Brassica campestris var. chinensis)
- Koolraap (Brassica napobrassica, synoniem: Brassica napus var. napobrassica)
- Koolzaad (Brassica napus)
- Zwarte mosterd (Brassica nigra)
- Sareptamosterd (Brassica juncea)

Soms wordt ook de witte mosterd (Sinapis alba of Sinapis hirta) tot dit geslacht gerekend onder de naam Brassica alba of Brassica hirta.
Zie ook: Kool (plant), Wilde kool, Mosterd.

## Toepassingen
Vrijwel alle delen van de plant, afhankelijk van de soort, ondersoort of variëteit, worden als voedsel gebruikt: 
- wortels (koolraap, knolraap, stoppelknol)
- stengels (koolrabi)
- bladeren (boerenkool, Chinese kool, duizendkoppige kool, paksoi, raapstelen, sluitkool (waaronder rodekool, savooiekool, wittekool)
  - savooiekool en wittekool komen ook voor in de variëteit spitskool
  - savooiekool komt ook voor in de variëteiten groene savooiekool en gele savooiekool
- okselknoppen (spruitkool (spruitjes))
- bloemen (bloemkool, broccoli, romanesco (torentjesbloemkool))
- zaden (koolzaad, raapzaad, zwarte mosterd)

Sommige vormen met bonte bladeren, witte of paarse bloemen worden ook voor de sier geteeld.
- sierplant sierkool, duizendkoppige kool

## Ecologischeaspecten
De diverse koolsoorten kennen veel belagers, vooral rupsen, en zijn waardplant voor onder meer de volgende organismen: Ascia monuste, Botryotinia fuckeliana, Canarctia rufescens, Chrysodeixis includens, Eurema hecabe, Evergestis extimalis, Groente-uil, Groot koolwitje,
Hippotion velox , Klein koolwitje, Koolbladroller (Clepis spectrana), Koolmot (Plutella xylostella), Kooluil, Late koolmot, Lacanobia contigua, Lacanobia suasa, Lacanobia thalassina (synoniem Lacanobia oleracea), Nyctemera baulus, Phyllotreta div. species en Rhigognostis senilella.

## Galerij

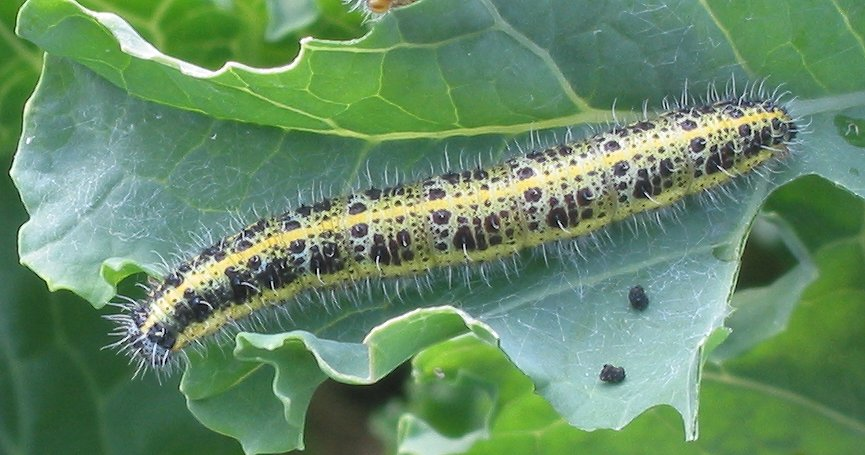
Groot Koolwitje
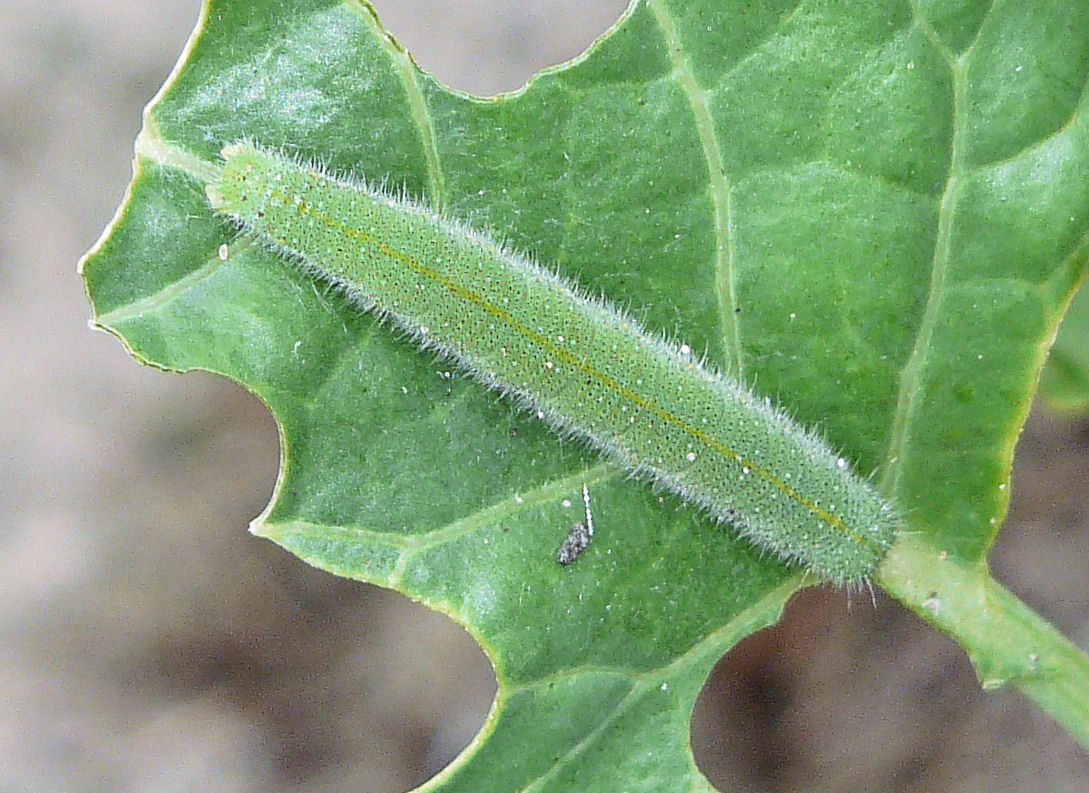
Klein koolwitje
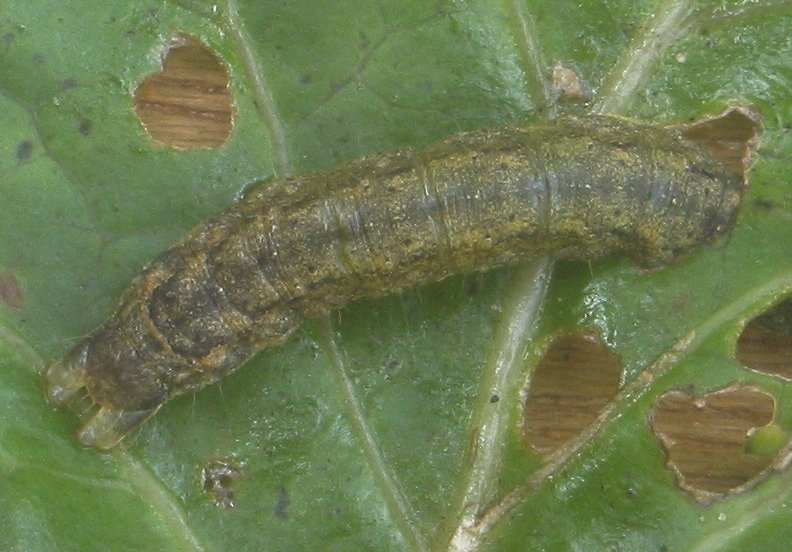
Kooluil
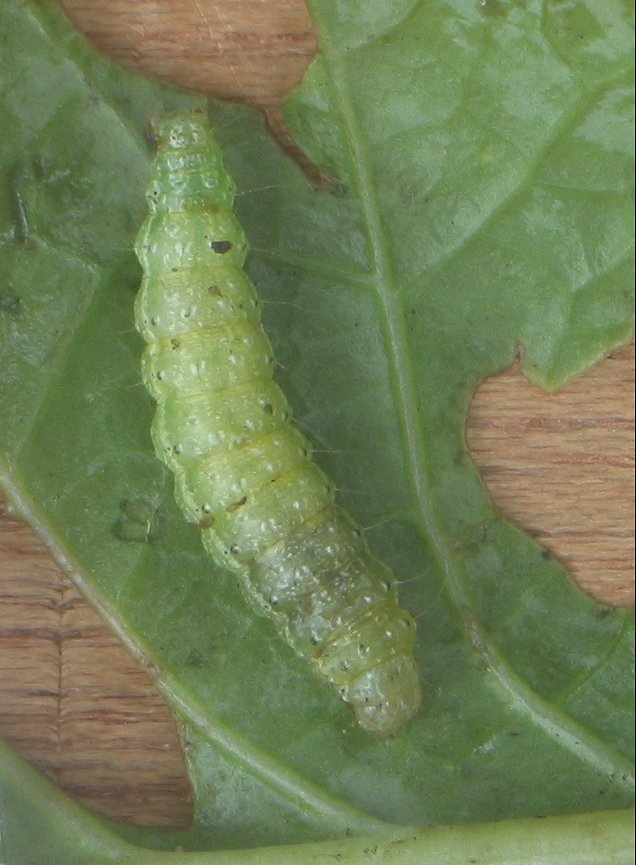
Koolbladroller
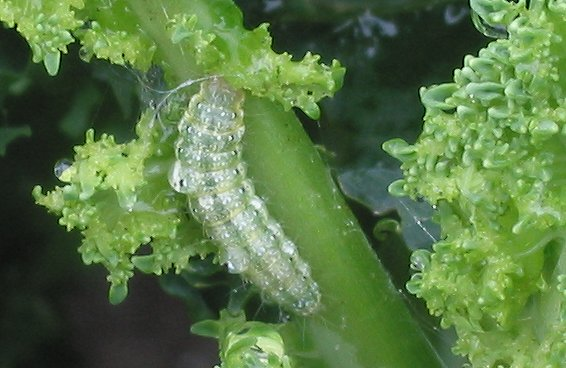
Late koolmot
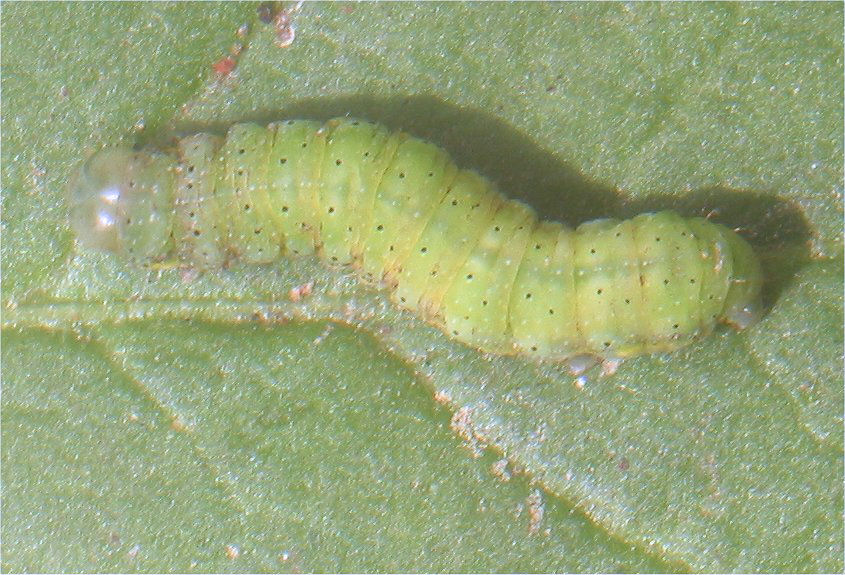
Groente-uil